# 鈣板藻片

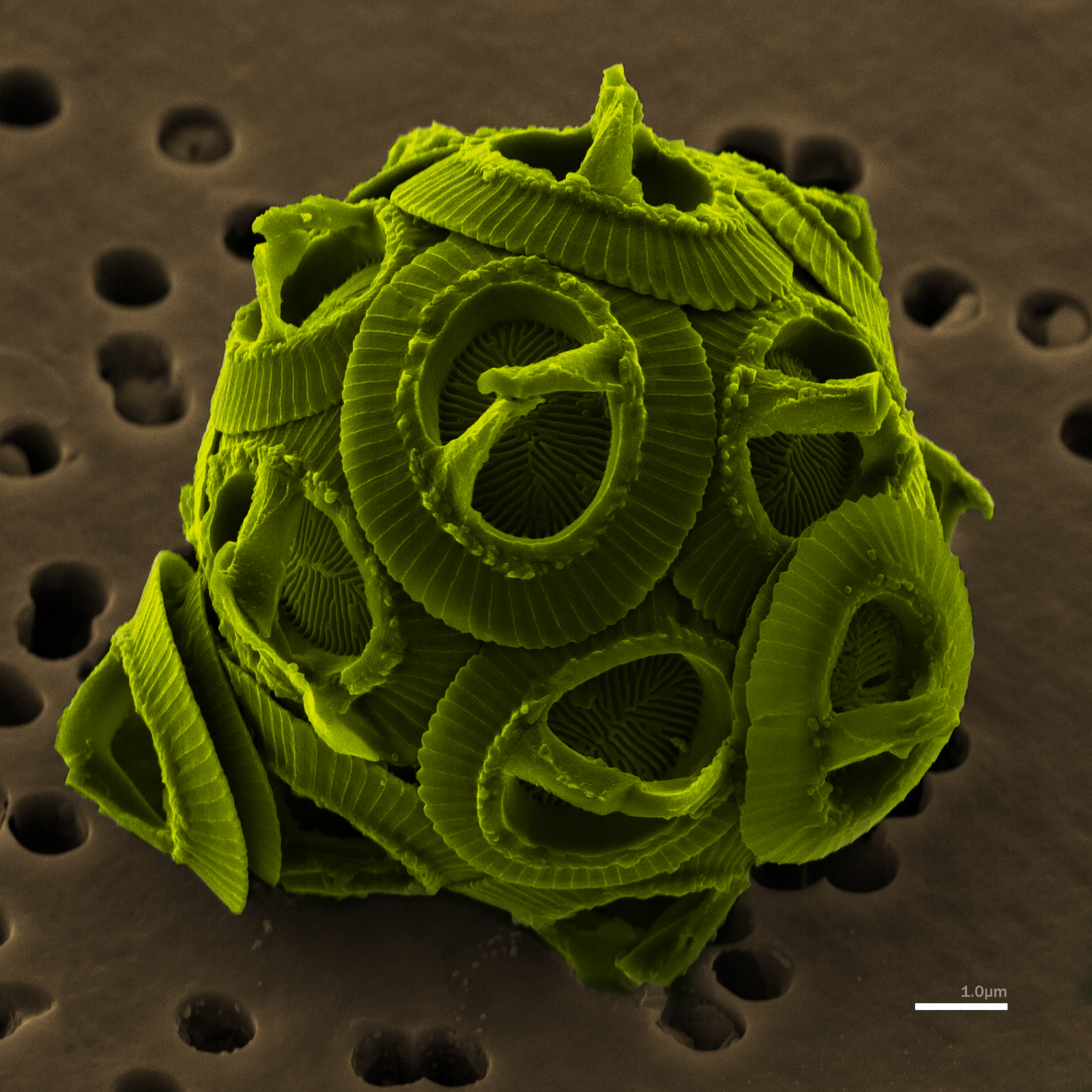
電子顯微鏡下的大洋橋石藻（擬色圖），其外側有許多鈣板藻片

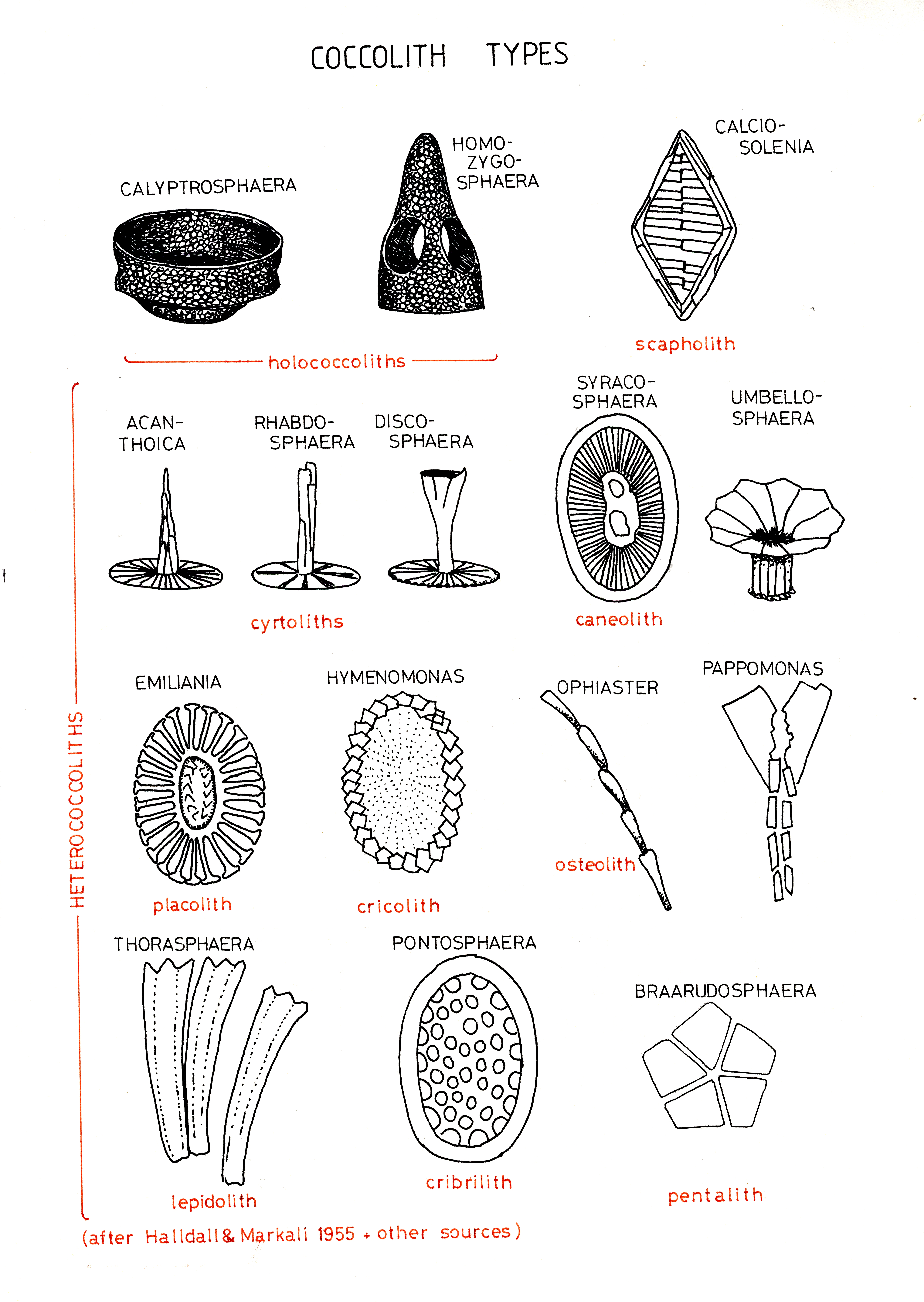
各種形狀的鈣板藻片

鈣板藻片（英語：coccolith）又稱球石片、颗石藻片與顆石粒是鈣板金藻（海洋中的一類單細胞藻類，如赫氏圓石藻）經生物礦化產生的胞外硬殼，其成分為碳酸鈣。
鈣板金藻死後，鈣板藻片會沉入海底，為深海沈積物的重要組成部分。此結構最早於1858年由托马斯·亨利·赫胥黎在海底沉積物中發現並命名。英國多佛白色懸崖的碳酸鈣沉積主要來源即為鈣板藻片。